# Ukukit
L'Ukukit (in russo  Укукит?) è un fiume della Russia siberiana orientale, affluente di sinistra dell'Olenëk, che scorre nella  Sacha (Jacuzia).
Nasce nella sezione nord-orientale del vasto altopiano della Siberia centrale, scorrendo dapprima con direzione orientale, poi nord-orientale in una zona remota e pressoché spopolata; sfocia nel medio corso dell'Olenëk a 682 km dalla foce, circa 13 km a monte dalla confluenza in esso dell'affluente Birekte. Il maggior affluente, da sinistra, è il Kutuguna, lungo 70 km.
Il clima rigidissimo causa periodi di congelamento delle acque compresi fra la prima metà di novembre e l'inizio di giugno.